# Надькін Дмитро Тимофійович
Дмитро Тимофійович Надькін (28 травня 1934, Іванцево, Нижньогородська область — 15 липня 1992 року, Гельсінкі, Фінляндія) — ерзянський лінгвіст і педагог, професор, доктор філологічних наук, поет.
Народився в селянській родині в 1934 році. У 1952 році закінчив Лукояновське педагогічне училище, в 1957 році, з відзнакою, — історико-філологічний факультет Горьковського університету, в 1967 році — аспірантуру НДІЛМІЕ (Науково-дослідний інститут мови, літератури, історії та економіки, зараз НДІ гуманітарних наук при Уряді Республіки Мордовія). Займався викладанням російської мови в Горьківській області та Дагестані, обіймав посаду наукового співробітника сектору мордовського мовознавства НДІЛМІЕ в 1967—1972 роках. З 1972 по 1992 роки — завідувач кафедри мордовського мовознавства в Мордовському державному педагогічному інституті імені М. Є. Євсев'єва.
У 1984 році вченому присвоєно звання професора, того ж року він стає заслуженим діячем науки МАРСР. Надькін помер 15 липня 1992 року в Гельсінкі й похований у Саранську. У 1995 році його посмертно нагородили державною премією Республіки Мордовії.

## Діяльність
Авторству вченого належать близько 60 наукових праць і навчальних посібників з мокшанскої і эрзянскої мов, зокрема з питань діалектології, морфології, орфографії та орфоепії. В художню спадщину Надькіна входять кілька опублікованих віршованих збірок: «Кустемат» («Щаблі», 1977), «Чачомаэле» («Витоки», 1983) «Эрямонь лув» («Жива тканина», 1987) та виданий посмертно в 1993 році збірник публіцистики та поезії «Пинкст» («Кола»), також перекладав ерзянською мовою біблійні тексти. Надькін був одним з організаторів і, з 1989 по 1992 роки, головою товариства національного відродження «Масторава».